# Munyal, les larmes de la patience
Munyal, les larmes de la patience est une œuvre romanesque de Djaïli Amadou Amal parue en 2017 aux éditons Proximité, à Yaoundé. Ce roman dénonce la condition féminine au Sahel et traite de la question universelle des violences faites aux femmes.

## Resumé
Munyal, les larmes de la patience est une histoire qui suit trois femmes aux destins entrelacés : Ramla, Hindou et Safira. Ramla et Hindou, sœurs, sont mariées le même jour à des hommes imposés par leur famille. Safira, quant à elle, est déjà l’épouse d’un homme qui décide de prendre Ramla comme seconde épouse, déclenchant jalousies et conflits conjugaux. Le roman adopte une narration alternée où chaque femme raconte sa souffrance, entre mariages forcés, violences domestiques et privation de liberté.

## Contexte et inspiration
Djaïli Amadou Amal pour écrire Munyal, les larmes de la patience s'inspire de son vécu réel, et son engagement pour les droits des femmes. À travers ce roman, elle met en lumière la condition des femmes dans la société peule musulmane du Cameroun, où le poids des traditions patriarcales et des normes religieuses contraint les femmes à une soumission quasi inéluctable.

## Réception
Depuis sa publications aux éditions Proximité, le livre a été bien reçu par le public et des critiques, ce qui a valu à l'autrice une distinction à Paris, le prix Goncourt des lycéens en 2019 et le prix panafricain de littérature,.

## Analyse
À travers les destins entrecroisés de ses personnages féminins, l’autrice met en lumière des réalités qui dépassent le cadre de la société peule et touchent à l’universalité de la condition des femmes face à l’oppression patriarcale. Il met en évidence la nécessité de remettre en question certaines normes culturelles et sociales pour construire une société plus égalitaire.